# Колоризация

Пример любительской колоризации кадра из фильма «Девчата»

Колоризация — преобразование монохромного (чёрно-белого) кинематографического или фотоизображения в цветное. Колоризация считается разновидностью цветного кинематографа или фотографии и применялась до изобретения этих технологий. В настоящее время колоризация находит применение при реставрации кинофильмов для их улучшения.

## Колоризация в кино
Самой первой технологией колоризации стала ручная раскраска киноплёнки анилиновыми красителями, впервые использованная в 1895 году Эдисоном в ролике «Танец Лои Фуллер» для кинетоскопа. Изображение каждого кадрика вручную раскрашивалось тонкими кистями, давая на экране цветное движущееся изображение. Один из пионеров немого кино Жорж Мельес выпускал колоризованные фильмы, используя поточную раскраску бригадой художниц. Наиболее известный пример такой киноленты — «Путешествие на Луну», выпущенное в 1902 году как на чёрно-белых, так и на раскрашенных фильмокопиях. Цвет таких фильмов был примитивен, и «дышал» на экране из-за неизбежной неравномерности окраски соседних кадриков и ошибок прорисовки контуров. Однако, раскрашенные фильмокопии стоили дороже чёрно-белых и имели успех у зрителей. Наиболее распространённым способом колоризации было тонирование, когда киноплёнка с отдельными сценами окрашивалась целиком: например ночные эпизоды тонировались в синий цвет, а пожар — в красный.

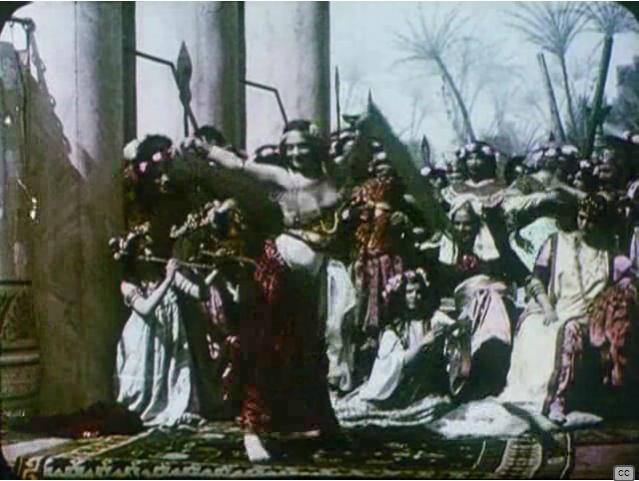
Кадр фильма «Salomè», колоризованного трафаретным способом «Патеколор». 1910 год

Более совершенная техника колоризации «Патеколор» (фр. Pathécolor) была разработана в 1905 году кинокомпанией «Pathé» и основывалась на использовании трафаретов, вырезавшихся на специально отпечатанных позитивах. Кадрики таких позитивов прорезались острым ножом, образуя контур соответствующих областей: неба, воды, лиц актёров и других окрашенных объектов. Через полученные трафареты на чёрно-белую фильмокопию последовательно накладывались красители, что позволяло изготавливать раскрашенные фильмы тиражным способом. Позднее процесс был переименован в «Патехром» (фр. Pathéchrome) и последним фильмом, изготовленным с его применением, в 1930 году стало музыкальное ревю «Приглашает „Элстри“».
В 1916 году техники кинокомпании «Парамаунт» Макс Хэндшигл и Элвин Викофф (англ. Max Handschiegl, Alvin Wyckoff) запатентовали технологию «Хэндшигл» (англ. Handschiegl Color Process), основанную на окраске заданных областей кадриков позитива желатиновыми матрицами. Процесс был впервые использован в фильме «Женщина Жанна», выпущенном в том же году. Один из первых (возможно, первый) пример колоризации в советском кинематографе — фильм «Броненосец „Потёмкин“» (1925). В этом фильме поднимаемый на флагштоке броненосца флаг был вручную раскрашен Сергеем Эйзенштейном в красный цвет.
Ручная раскраска фильмов применялась вплоть до конца 1930-х годов, когда появились первые пригодные технологии цветного кино в натуральных цветах. Постепенно колоризация уступила им место, но спустя некоторое время, с появлением компьютеров, оказалась вновь востребована для получения цветных версий фильмов, снятых в чёрно-белом варианте.

### Цифровая колоризация
По мере совершенствования компьютерных технологий работа упростилась: студии стали окрашивать фильмы, размечая цвет в одном опорном кадрике. На основе этого единичного кадра компьютер автоматически копирует цвет на все изображения в пределах монтажного кадра. Процесс был изобретён канадцами Уилсоном Марклом и Брайаном Хантом. Впервые его применили в 1970 году для колоризации лунных съёмок в программе Аполлон.
Колоризация по этой технологии начинается с изготовления монохромного фильма, желательно — с оригинального негатива. С киноплёнки при помощи специального сканера делают высококачественную цифровую копию. Для каждого кадра формируется цветовая маска, в которой цвета могут распределяться, например, по направлению движения объекта или уровню серого. Маска каждого кадра может служить основой для маски следующего кадра. В последующем черно-белая основа сливается с информацией о цвете, давая на выходе колоризованный фильм. Эта технология была запатентована в 1991 году. При использовании описанной техники вначале получались приглушённые, неяркие тона, однако в последующие годы компьютерная технология совершенствовалась, так что многие окрашенные фильмы стали выглядеть довольно правдоподобно.
Значительную проблему при колоризации представляет большая затрата труда. Так, для каждого кадра требуется разделение на множество зон, каждой из которых в дальнейшем присваивается определённый цвет. Эта проблема не получила в своё время адекватного автоматизированного решения из-за отсутствия алгоритмов, позволяющих автоматически выделять границы значимых областей при наличии размытости или при значительной сложности, например границы волос и лица человека.
Некоторые компании, работавшие над совершенствованием технологии колоризации, заявляли, что в их распоряжении находятся алгоритмы для автоматического выделения границ значимых областей. В технологии компании Legend Films задействованы механизмы распознавания форм и воссоздания фона, которые могут перемещать и изменять форму масок от кадра к кадру. Задний план у них окрашивается в отдельном процессе, учитывающем весь объём данных для определения передвижения кинокамеры. После выделения и колоризации фона начинается более привычный процесс наложения цветных масок.

#### Колоризация видео с помощью нейросетей
В информации компании Timebrush описывается технология с использованием нейронных сетей, позволяющая безошибочно выделять линии объектов и использовать насыщенные цвета. Как утверждается, технология экономична и может быть использована как для низкобюджетных колоризаций, так и для больших проектов, результат которых предназначен для проката на широком экране.

### Колоризация советских фильмов
В 2009 году были колоризованы фильмы «Семнадцать мгновений весны» и «В бой идут одни „старики“».
Фильм «В бой идут одни „старики“» был не только колоризован, но и отреставрирован. Стоимость работ составила около 500 000 долларов. Режиссёром и продюсером проекта выступил Игорь Лопатёнок, который отметил, что при колоризации из фильма не было убрано или добавлено ни одного кадра. Премьера цветной версии состоялась на «Первом канале» (Россия) и телеканале «Украина» 9 мая 2009 года в честь Дня Победы.
Согласно результатам мониторинга TNS, рейтинг цветной версии фильма составил 11,9 % против 8,3 % у чёрно-белого оригинала, показанного «Первым каналом» 9 мая 2008 года. 89 % телезрителей положительно оценили колоризованную версию фильма. 16 мая 2011 года Голосеевский районный суд Киева по иску дочери Леонида Быкова Марьяны признал колоризацию фильма «В бой идут одни „старики“» незаконной. К концу 2009 года был колоризован фильм «Золушка».
В 2010 году состоялись показы цветных версий фильмов: «Подкидыш», «Волга, Волга», «Весёлые ребята» и «Весна на Заречной улице». Работы по колоризации были проведены в Лос-Анджелесе также по заказу «Первого канала». 23 февраля 2011 года на «Первом канале» состоялась премьера колоризованной версии фильма «Офицеры». Колоризованная версия фильма «Три тополя на Плющихе» 17 марта 2011 года вышла на DVD и Blu-Ray, а 12 июня 2011 года — на «Первом канале».
4 ноября 2011 года на «Первом канале» была показана цветная версия фильма «Цирк», 3 декабря был показан фильм «Приходите завтра…». К 2012 году по заказу «Первого канала» были завершены работы по колоризации фильма «Небесный тихоход». 10 мая 2013 года на «Первом канале» была показана цветная версия фильма «Отец солдата». 18 ноября 2017 года к 90-летнему юбилею Эльдара Рязанова в эфире Первого канала была показана цветная версия фильма «Берегись автомобиля».
| Список колоризированных советских фильмов |
| --- |
| В скобках указан год выхода цветной версии. - 1973 — «Семнадцать мгновений весны» (2009) - 1973 — «В бой идут одни старики» (2009) - 1947 — «Золушка» (2009) - 1939 — «Подкидыш» (2010) - 1938 — «Волга, Волга» (2010) - 1934 — «Весёлые ребята» (2010) - 1956 — «Весна на Заречной улице» (2010) - 1967 — «Три тополя на Плющихе» (2011) - 1971 — «Офицеры» (2011) - 1936 — «Цирк» (2011) - 1963 — «Приходите завтра…» (2011) - 1945 — «Небесный тихоход» (2012) - 1964 — «Отец солдата» (2013) - 1945 — «Аршин мал алан» (2013) - 1944 — «Кащей Бессмертный» (2014) - 1966 — «Берегись автомобиля» (2017) |

### Критика
Процесс колоризации критически воспринимается не только в профессиональной среде, но и частью рядовых зрителей, считающих, что её результат представляет собой подмену чёрно-белого оригинала, искажающую первоначальный замысел создателей фильма. С этой точки зрения технология является средством разрушения культуры, вызывая неприятие заказной колоризации, продолжающейся в России уже несколько лет.
В связи с негативной критикой колоризации фильмов в одном из выпусков телепередачи «Большая разница» была сделана пародия на фильм «Семнадцать мгновений весны», который, по сюжету, «пал жертвой» неумелого раскрашивания.

## Колоризация фотографий

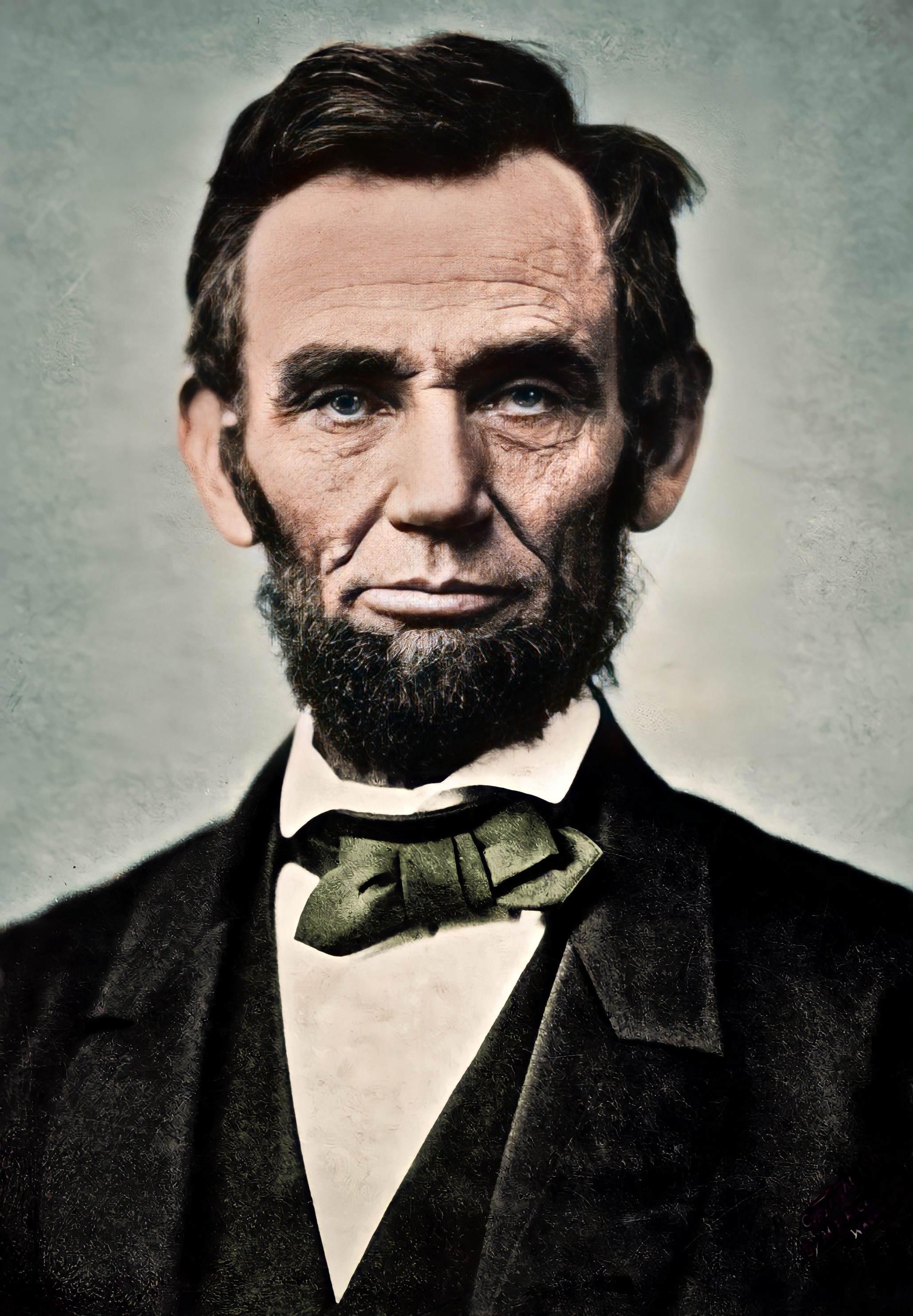
Раскрашенный дагеротип Авраама Линкольна, 1863 год

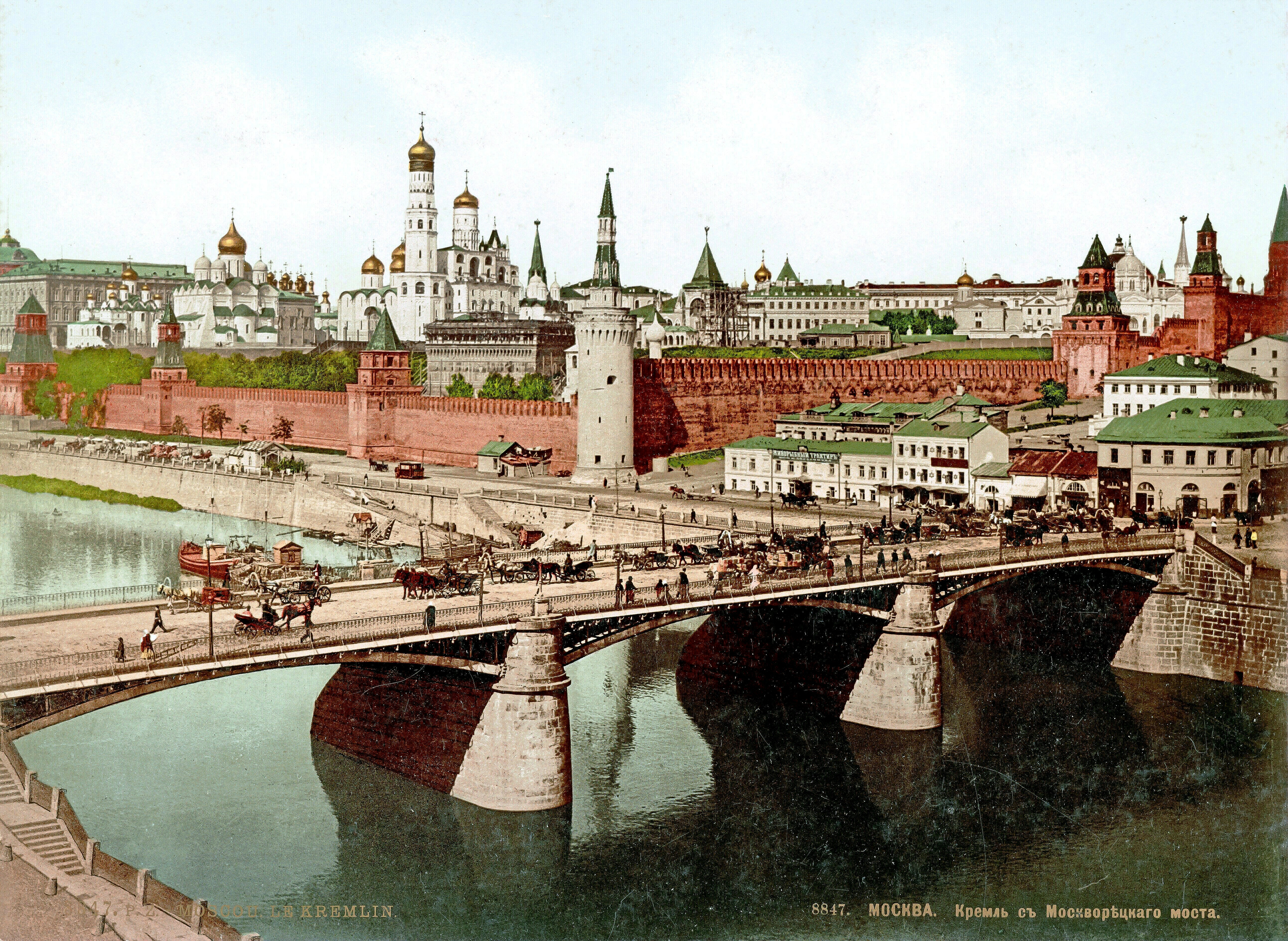
Раскрашенная фотография Москвы по технологии фотохром

До появления цифровых технологий колоризация черно-белых фотографий осуществлялась вручную. Бумажные фотографии раскрашивались акварелью, масляными красками, цветными карандашами и пастелью. Инструментами служили кисть или распылитель. Популярность раскрашивания пришлась на середину XIX — начало XX века, пока на рынке не появились многослойные цветные фотоматериалы, технология окрашивания фотохром.

Сегодня колоризация фотографий в цифровом виде осуществляется с помощью графических редакторов для стилизации или при реставрации снимков.

### Колоризация фото в Европе и Америке
Первые раскрашенные дагеротипы появляются около 1839 года. Иоганн Баптист Инсенринг раскрашивал дагерротипы с помощью гуммиарабика с пигментами. 

Способ колоризации дагеротипов с помощью гальванизации был запатентован в 1842 году Дэниелом Дэвисом-младшим, этот же способ применял Уоррен Томпсон. Самыми популярными за всю историю раскраски фотографий стали работы Уоллеса Наттинга (начало XX века). Его студия занималась раскрашиванием пейзажей.
До Великой депрессии раскрашенные фотографии были популярным и доступным сувениром среди среднего класса в Америке и Канаде. После 1930 года колоризацией фото занимались Ханс Беллмер в Европе, Луис Маркес в Мексике. С 1960-х годов вместе с возрастанием интереса к коллекционированию и антиквариату повышается спрос на раскрашенные фото. В 1970-х колоризацией фотографий занимаются Елизабет Леннард, Ян Саудек, Кэти Варгас и Рита Деберт, Роберт Раушенберг и др.

### Колоризация фото в Японии
Ручное раскрашивание фотографий было распространено в Японии в 1860—1899 годах, где продолжило традиции живописи и усовершенствовало технику акварели и ксилографии. В основном раскрашивались пейзажи, портреты, сцены повседневной жизни, затем фотографии продавались как сувениры.
Наиболее известными мастерами из Японии были Феличе Беато, Чарльз Виргман, Ёкояма Мацусабуро, Адольфо Фарсари, Кусакабэ Кимби, Тамамура Кодзабуро, Утида Куити, Огава Кадзумаса и другие.

### Цифровая раскраска фотографий
Фотографии можно раскрасить с помощью программы Photoshop и её аналогов.
Или с помощью онлайн сервисов, которые позволяют редактировать фотографии.

#### Автоматическая раскраска  фотографий с помощью нейросетей

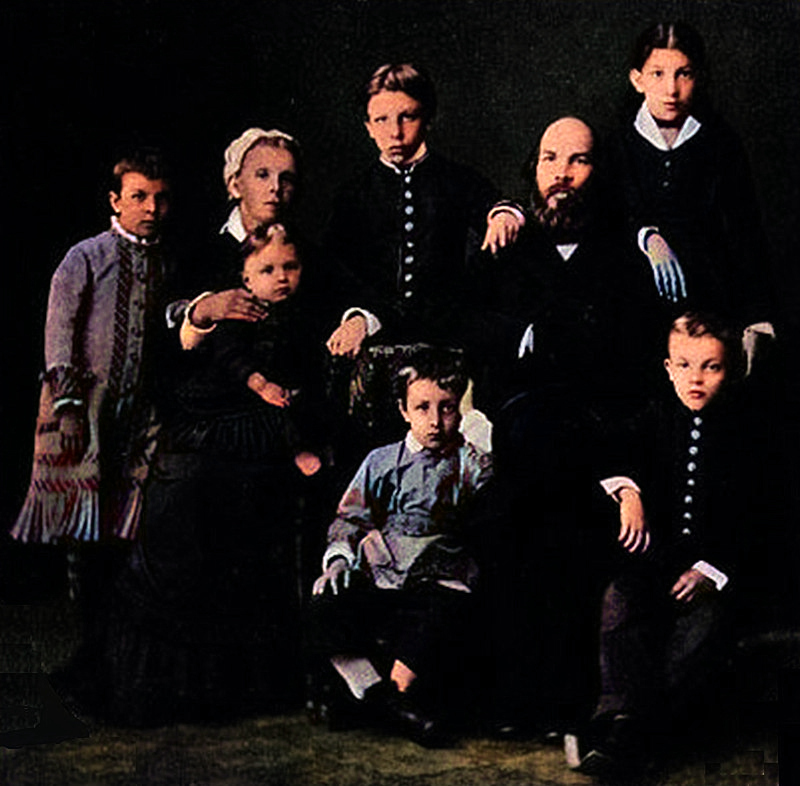
Семья Ульяновых, автоматически раскрашенная фотография (видно, что колоризация не идеальна: красные пятна, руки остались не раскрашенными)

Существует несколько сайтов, предоставляющих возможность автоматического раскрашивания фотографий, как платно, так и бесплатно с помощью нейросетей. Также можно автоматически улучшить качество фотографий и «оживить» фотографии; изображение не идеально, но эти сервисы развиваются. Существуют приложения для смартфонов.
Компания Mail.ru к празднику 9 мая в 2019 году создала сервис для автоматической раскраски и реставрации фотографий 9may.